# Liste des gares de Barcelone
Cette liste présente les principales gares ferroviaires situées sur le territoire de la commune de Barcelone (les stations de métro ne sont pas comprises).

## Gares
| Nom                      | District            | Opérateur  | Correspondances métro |
| ------------------------ | ------------------- | ---------- | --------------------- |
| Arc de Triomf            | Eixample            | Renfe      | Arc de Triomf         |
| El Clot-Aragó            | Sant Martí          | Renfe      | Clot                  |
| El Morrot (marchandises) | Sants-Montjuïc      | Renfe      |                       |
| Plaça d'Espanya          | Sants-Montjuïc      | FGC        | Espanya               |
| Estació de França        | Ciutat Vella        | Renfe      | Barceloneta           |
| Gràcia                   | Gràcia              | FGC        |                       |
| Ildefons Cerdà           | Sants-Montjuïc      | FGC        |                       |
| La Bonanova              | Sarrià-Sant Gervasi | FGC        |                       |
| Les Planes               | Sarrià-Sant Gervasi | FGC        |                       |
| Les Tres Torres          | Sarrià-Sant Gervasi | FGC        |                       |
| Magòria-La Campana       | Sants-Montjuïc      | FGC        |                       |
| Muntaner                 | Sarrià-Sant Gervasi | FGC        |                       |
| Passeig de Gràcia        | Eixample            | Renfe      | Passeig de Gràcia     |
| Peu del Funicular        | Sarrià-Sant Gervasi | FGC        |                       |
| Plaça de Catalunya       | Eixample            | Renfe, FGC | Catalunya             |
| Provença                 | Eixample            | FGC        | Diagonal              |
| Sant Andreu Arenal       | Sant Andreu         | Renfe      | Fabra i Puig          |
| Sant Andreu              | Sant Andreu         | Renfe      | Sant Andreu           |
| Sant Gervasi             | Sarrià-Sant Gervasi | FGC        |                       |
| Sants                    | Sants-Montjuïc      | Renfe      | Sants Estació         |
| Sarrià                   | Sarrià-Sant Gervasi | FGC        | Sarrià                |
| Torre del Baró           | Nou Barris          | Renfe      | Torre Baró-Vallbona   |

## Futures gares
| Nom         | District    | Opérateur  | Correspondances métro |
| ----------- | ----------- | ---------- | --------------------- |
| Sagrera TAV | Sant Andreu | Renfe      | Sagrera-TAV           |
| Glòries     | Sant Martí  | Renfe, FGC | Glòries               |

## Anciennes gares
| Nom                 | District       | Opérateur                                       | Correspondances métro         |
| ------------------- | -------------- | ----------------------------------------------- | ----------------------------- |
| Bifurcació Vilanova | Eixample       | Renfe                                           | Marina                        |
| Bogatell            | Sant Martí     | Renfe                                           | Bogatell                      |
| Clot-Sagrera        | Sant Andreu    | Renfe                                           |                               |
| La Magòria          | Sants-Montjuïc | Compañía General de los Ferrocarriles Catalanes | Magòria-La Campana            |
| Estació del Nord    | Eixample       | Renfe                                           | Norte-Triunfo (Arc de Triomf) |
| Poblenou            | Sant Martí     | Renfe                                           | Poblenou                      |